# Harter Brocken: Die Fälscherin
Harter Brocken: Die Fälscherin ist ein deutscher Kriminalfilm von Holger Karsten Schmidt und Anno Saul aus dem Jahr 2020 und bildet die fünfte Folge der Harter-Brocken-Reihe mit Aljoscha Stadelmann als Polizist Frank Koops sowie Moritz Führmann als dessen Freund und Anna Fischer als Koops Kollegin Mette Vogt. Die Haupt-Gastrollen sind besetzt mit Nadja Bobyleva, Katharina Heyer und Anatole Taubman.

## Handlung

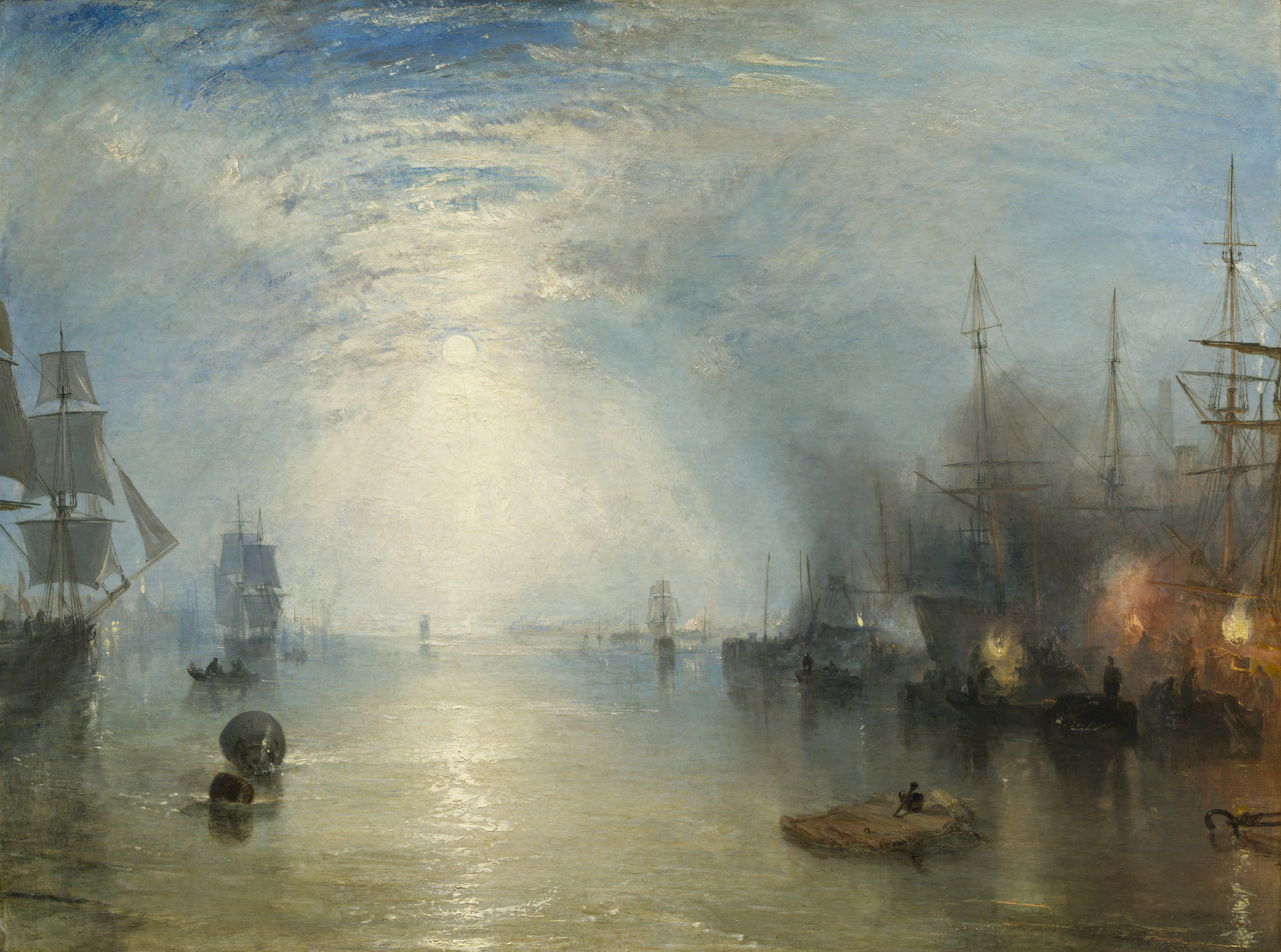
Keelmen Heaving in Coals by Moonlight, 1835

Aus einem Kloster in Kalabrien wird William Turners Gemälde „Keelmen Heaving in Coals by Moonlight“ gestohlen und durch eine Kopie ersetzt. Einige Zeit später bekommt Dorfpolizist Frank Koops in Sankt Andreasberg Besuch von der Ministerialbeamtin Susanne Kramer. Diese soll prüfen, ob die Polizeistation wegrationalisiert werden kann. Die Bewohner des Ortes fingieren daraufhin verschiedene Straftaten, um den Bedarf an einer eigenen Dienststelle klarzumachen.
Doch dann kommt es tatsächlich zu einem Ermittlungsfall: Ein Mann, der zuvor die Bewohnerin eines Ferienhauses beim Kopieren des gestohlenen Turner-Bildes beobachtet hatte, ist durch einen Sturz vom Dach zu Tode gekommen. Bei der Befragung der Hausbewohnerin, die sich als Kunstrestauratorin ausgibt, bemerkt Frank Koops, dass deren Personalausweis gefälscht ist.
Auf dem Smartphone des Toten findet er ein Foto des Gemäldes. Er ruft den letzten Anrufer an, der sich als Bruder des Toten herausstellt. Da dieser nun weiß, wo sich das Original befindet, macht er sich mit zwei weiteren Mafiosi in einem Mitsubishi L300 auf den Weg von San Luca nach Andreasberg. Bei seinen Recherchen zu der angeblichen Restauratorin stellt Koops fest, dass diese unter dem Namen ihrer ehemaligen Kommilitonin angemeldet ist. Ihr wahrer Name ist Anna Sorenko. Sie habe nach Aussagen der Mitstudentin aus Ehrfurcht vor den großen Meistern niemals eigene Bilder gemalt. Koops vermutet nach einer Internetrecherche, dass es sich bei Sorenko um die bekannte Fälscherin „Marlene“ handelt.
Die Mafiosi erreichen Sorenkos Ferienwohnung und drängen mit brutalen Mitteln auf die Herausgabe „ihres“ Bildes. Sie fliehen jedoch irrtümlich mit einer gerade fertiggestellten Kopie. Koops benachrichtigt das LKA, das den Fall übernimmt. Nach einer dilettantischen Verfolgung werden die LKA-Beamten getötet. Bei dem Schusswechsel wird das Gemälde getroffen, wodurch Gabriele, der Kunstverständige der Mafiosi, die Fälschung erkennt. Die Mafiosi kehren nach St. Andreasberg zurück. Dort ist mittlerweile Koops junge Kollegin Mette Vogt eingetroffen, die eigentlich nur mit ihrem Freund Heiner reden wollte, nun aber ebenfalls in Lebensgefahr gerät. Koops, Kelzenberg und Vogt verschanzen sich in der Polizeiwache, während Sorenko das Originalgemälde aus einem Versteck holt und ebenfalls dort eintrifft, da sie sich hier vor den Mafiosi am sichersten fühlt. Es entwickelt sich eine wilde Schießerei, bei der zwei Mafiosi sterben. Das Originalgemälde dient Koops als Schutzschild beim Verlassen der Polizeistation, da Gabriele niemals auf das Bild schießen würde. Letztlich führt das Auftreten der mit Flinten bewaffneten Dorfbewohner zum Ende des Kampfes. Das Bild wird gerettet und dem Louvre überstellt. Heiner Kelzenberg hält in diesem Trubel um Mette Vogts Hand an. Die Ministerialbeamtin Kramer, tief beeindruckt von dem gut geschulten Ortspolizisten, verabschiedet sich.

## Produktion, Veröffentlichung
Der Film wurde im Auftrag der ARD-Degeto von der H & V Entertainment GmbH für Das Erste produziert und am 17. Dezember 2020 erstmals im Fernsehen ausgestrahlt.
Die Dreharbeiten zu Die Fälscherin fanden im Zeitraum vom 15. Oktober bis zum 14. November 2019 unter dem gleichnamigen Arbeitstitel in Sankt Andreasberg und Umgebung, wie beispielsweise im Kloster Walkenried statt.

## Rezeption

### Kritik
„Angereichert mit filmischen Anspielungen auf Mafia-Epen und Italowestern“ habe „Regisseur Anno Saul einen unterhaltsamen Dorfkrimi [inszeniert], der Spannung, trockenen Witz und skurrile Typen wunderbar miteinander verbindet“, meinten die Kritiker der Fernsehzeitschrift TV Spielfilm über den Film und bewerteten diesen mit dem Daumen nach oben.
Thomas Gehringer gibt dem Film bei tittelbach.tv 4 von 6 möglichen Punkten. Sein Fazit lautet: „Die mit Genre-Zitaten aus dem Italowestern und aus Mafia-Filmen geschmückte Folge ist nicht ganz so rasant und spannend wie frühere Filme aus der Reihe, aber dank der liebenswerten Figuren und der auch von Regisseur Anno Saul gepflegten komischen Leichtigkeit ausgesprochen sympathisch. Hier obsiegen die Underdogs, hier halten die „Hinterwäldler“ zusammen.“

### Einschaltquote
Die Erstausstrahlung von Harter Brocken: Die Fälscherin am 17. Dezember 2020 wurde in Deutschland von 5,97 Millionen Zuschauern gesehen und erreichte einen Marktanteil von 18,3 % für Das Erste.